# Веленски манастир
Вижте пояснителната страница за други значения на Вела.
Веленският манастир е православен мъжки манастир в Гърция, разположен край епирскопо село Калпаки. Наименуван е по средновековния град Вела.

## История
Постройката му е издигната през 1723-1745 г., а първите сведения за съществуването му са от XI век. От 1863 г. е ставропигия. През 1817 г. е разорен от Али паша Янински, а монасите му забягват на остров Корфу.

## Семинария
Тя е сред общо 4-те духовни академии в Гърция, като другите са в Атина, Солун и Ираклион. Подготвя духовници за Църквата на Гърция. 
Семинарията Вела на Янина е основана през 1911 г. от епископа на Вела и Коница, а по-късно митрополит на Янина и архиепископ на Атина и цяла Гърция – Спиридон Влахос. 
Преданието свързва Вела с т.нар. Червена църква във Вулгарели. Според историята на духовното място, то е (право)приемник на средновековно духовно училище намирало се в Червената църква в днешно Вулгарели, вероятно средновековното Козил (южноепирската епархия на Охридската архиепископия).
Земетресение със сила 5,3 по скалата на Рихтер нанася щети на част от сградата на манастира през октомври 2016 г.